# Association Sportive Tonnerre Football Club de Bohicon
A Association Sportive Tonnerre Football Club de Bohicon é um clube de futebol do Benim. Disputa o Campeonato nacional do país.